# یک میلیون صدا (ترانه)
«یک میلیون صدا» تک‌آهنگی از هنرمند اهل روسیه پولینا گاگارینا است که در سال ۲۰۱۵ میلادی منتشر شد. این ترانه در یورویژن ۲۰۱۵ به نمایندگی از روسیه شرکت کرد و دوم شد.